# База ВПС США на мисі Канаверал
База ВКС США на мисі Канаверал (англ. Cape Canaveral Air Force Station, CCAFS) — військова база США, підрозділ Космічних сил США,
45-е космічне крило (45th Space Wing). Штаб-квартира — авіабаза Патрік, Флорида (Patrick Air Force Base).
Знаходиться на мисі Канаверал в штаті Флорида, база є головним стартовим майданчиком Східного ракетного полігону (Eastern Range) та має чотири активно діючі стартові установки. Будівлі розташовані на півдні та південному сході від Космічного центру Кеннеді (НАСА) на острові Меррітт Айленд, з двома зв'язаними мостами і дамбами. Аеропорт Cape Canaveral Air Force Station Skid Strip має злітно-посадочну смугу довжиною 10'000 футів (3,048 км) поблизу стартових комплексів для повітряної доставки важких і негабаритних корисних вантажів.
Шатли стартували тільки зі стартових майданчиків LC-39, які знаходяться на сусідньому острові Мерріт космічного центру імені Кеннеді і організаційно не належить базі ВПС США на мисі Канаверал. В ЗМІ в цій ситуації мис Канаверал згадується як метонім.
Військова база створювалася як Об'єднаний Полігон Далекої Дії (Joint Long Range Proving Ground).

## Космічні запуски з космодрому
Декілька великих американських космічних досліджень вперше здійснювалися з мису Канаверал, включаючи:
- Перший американський супутник Землі «Експлорер-1» у 1958 році;
- Перший американський астронавт по програмі «Меркурій-3» (Mercury-Redstone 3) у 1961 році;
- Перший орбітальний політ астронавта США по програмі «Меркурій-6» (Mercury-Atlas 6) у 1962 році;
- Перший американський екіпаж із двох чоловік «Джеміні-3» у 1964 році;
- Перша американська АМС здійснивша м'яку посадку на поверхні Місяця «Surveyor 1»;
- Перший американський екіпаж із трьох чоловік «Аполлон-7» у 1967 році;
- Автоматичні міжпланетні станції для дослідження планет Сонячної Системи у 1962—1977 рр.
- Перший зонд на орбіті Марса «Марінер-9» у 1971 році;
- Перший марсохід по програмі «Марс Пасфайндер» у 1996 році.

## Історія створення бази
Територія бази стала використовуватися урядом США з 1949 року, з тієї миті як президент Гаррі Трумен заснував Об'єднаний Полігон Далекої Дії на мисі Канаверал для випробування ракет. Розташування полігону було одним з найпридатніших в США для цієї мети, оскільки дозволяло запускати ракети через Атлантичний океан. Оскільки полігон знаходився ближче до екватору, чим значна частина території США, це дозволяло ракетам розвинути більш високу швидкість за рахунок обертання Землі.
1 червня 1948 р. військово-морські сили США передали колишню військово-морську станцію «Банана Рівер» (Naval Air Station Banana River) військово-повітряним силам США. База була перейменована з Joint Long Range Proving Ground (JLRPG) 10 червня 1949 року. 1 жовтня 1949 р. база Joint Long Range Proving Ground була передана від команди авіаційної техніки (Air Force Materiel Command) підрозділу ВПС Joint Long Range Proving Ground. 17 травня 1950 р. база була перейменована в Long Range Proving Ground, а через три місяці — в авіабазу Патрік (Patrick Air Force Base) на честь генерал-майора Мейсона Патріка (Mason Patrick). У 1951 році ВПС США заснували центр випробувань ракет Eastern Test Range.
Ранні американські суборбітальні запуски ракет виконувалися з Мису Канаверал з 1956 року.
Ці експедиції відбувалися незабаром після деяких суборбітальних польотів на White Sands Missile Range, наприклад, Вікінг-11 (Viking 11) 24 травня 1954 р.
Услід за успішним запуском в СРСР Супутника 1, США зробили невдалу спробу свого першого запуску штучного супутника з мису Канаверал 6 грудня 1957 р. Проте, ракета-носій Авангард TV3 (Vanguard TV3) вибухнула на стартовому майданчику.
НАСА була заснована в 1958 році, і військово-повітряні сили запускали ракети для НАСА з мису Канаверал. Усі ракети Редстоун (Redstone), Юпітер (PGM — 19 Jupiter), Першінг-1А (MGM — 31 Pershing), Поларіс (Polaris), Тор (Thor), Атлас (Atlas), Титан (Titan) і Мінітмен (LGM — 30 Minuteman) були випробувані з цього майданчика. Ракета Тор стала основою для ракети-носія Дельта (Delta), за допомогою якої був запущений супутник Телстар (Telstar 1) в липні 1962 р.
Ряд майданчиків для запуску ракет Титан (Titan) LC-15, LC-16, LC-19, LC-20) і Атлас (Atlas) (LC-11, LC-12, LC-13, LC-14) стали відомими як «Ракетний ряд» (Missile Row) в 1960-і рр.
Ранні запуски з пілотованих програмах НАСА Меркурій і Джеміні робилися фахівцями ВПС США із стартових майданчиків бази на мисі Канаверал LC — 5, LC — 14 і LC — 19.
ВПС вирішили розширити можливості ракет-носіїв Titan для можливості підйому важких вантажів. ВПС були побудовані стартові комплекси LC — 40 і LC — 41, щоб запускати ракети Тітан-3 (Titan III) і Титан-4 (Titan IV) південніше космічного центру Кенеді. Тітан-3 має приблизно таку ж вантажопідйомність, як Сатурн-1Б (Saturn IB), зі значною економією коштів. Пускові комплекси LC — 40 і LC — 41 використовувалися для запуску військово-розвідувальних, комунікаційних і метеорологічних супутників і планетарних місій НАСА.
ВПС також планували запустити два пілотовані космічні проекти з майданчиків LC — 40 і LC — 41. Це пілотовані орбітальні ракетні літаки Dyna-Soar (програма скасована в 1963) і пілотована орбітальна лабораторія (Manned Orbital Laboratory, MOL ВПС США — пілотована розвідувальна космічна станція (програма скасована в 1969).
У 1974—1977 роках потужні носії Титан-Центавр стали новими носіями важких вантажів для НАСА. З їх допомогою були зроблені запуски космічних апаратів серій «Вікінг» і «Вояджер» із стартового комплексу LC — 41. Пізніше комплекс LC — 41 став майданчиком для запуску найпотужніших безпілотних американських ракет, розроблених ВПС США, — Титан-4 (Titan IV).

## Стартові комплекси

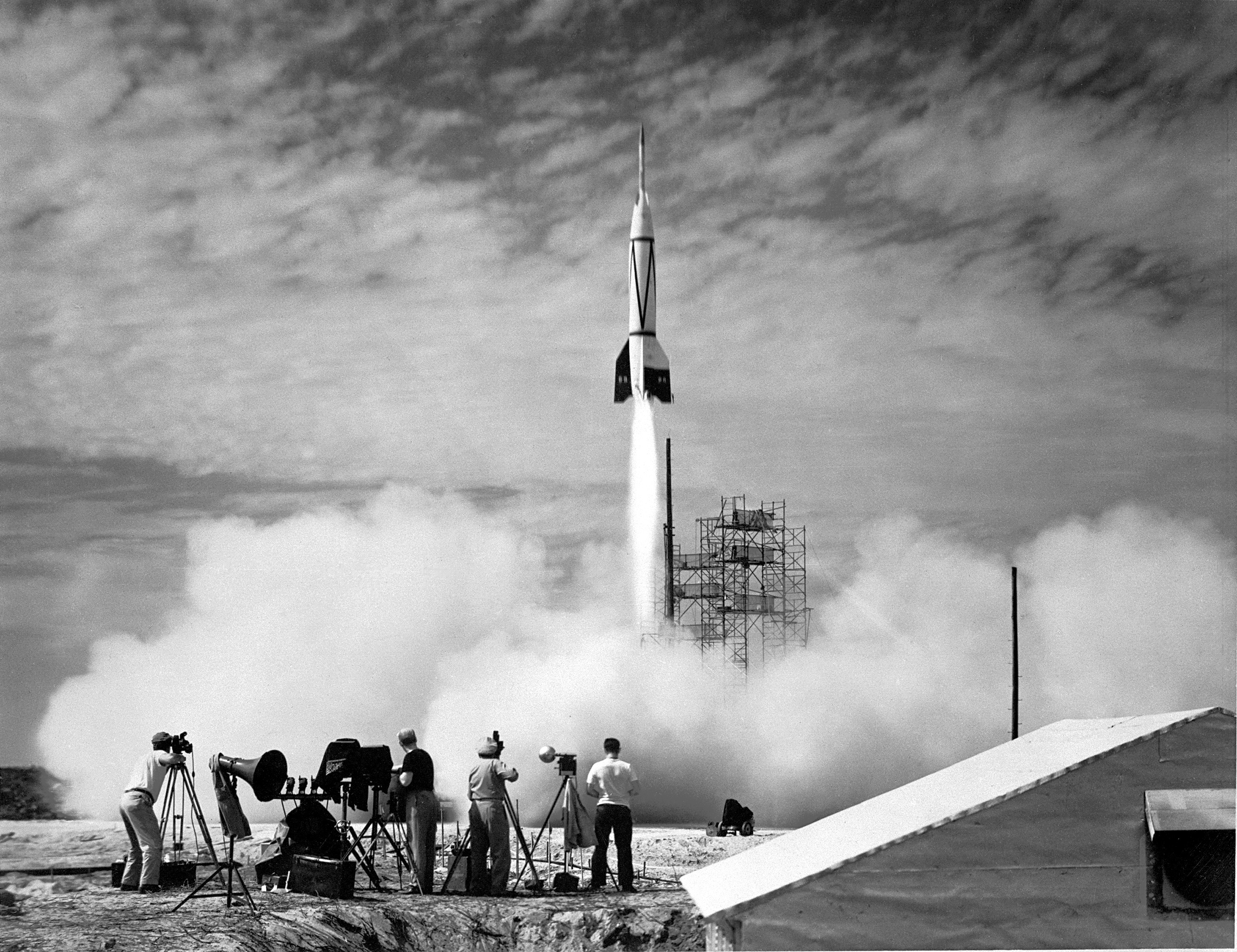
Ракета Bumper V-2 була першою ракетою, запущеною з мису Канаверал 24 липня 1950 р.

З багатьох стартових комплексів, побудованих з 1950 р., тільки чотири залишилися активними з двома перспективними для майбутнього використання.
- Стартовий комплекс SLC-17 — майданчик для запуску ракет Дельта-2 Delta II.[9] Стартові комплекси SLC-37 і SLC-41 нині були змінені для запуску EELV Дельта-4 (Delta IV) і Атлас-5 (Atlas V) відповідно.[10] Ці нові ракети-носії замінять усі ранні ракети «Дельта», «Атлас» і «Титан».
- Стартовий комплекс SLC-47 використовується для запуску метеорологічних ракет-зондів.
- Стартовий комплекс SLC-46 Космопорту Флориди зарезервований для майбутнього використання.[11]
- З космічного стартового комплексу SLC-40 відбувся перший запуск[en] ракет «Falcon 9» за програмою SpaceX в червні 2010 року.[12]

У випадку запусків на орбіту низького нахилу (геостаціонарну) широта 28°27′N має невеликий недолік перед іншими стартовими майданчиками, розташованими ближче до екватора. Додаткова швидкість за рахунок обертання Землі становить приблизно 405 м/с на Мисі Канаверал проти приблизно 465 м/с на космодромі Куру́ Гвіанського космічного центру в Французькій Гвіані (Південна Америка).
У випадку запусків на орбіту високого нахилу (полярну) широта не має значення, але мис Канаверал не підходить через наявність населених пунктів під траєкторіями запуску в цьому напрямі, тому для таких запусків використовується База Ванденберг (Vandenberg Air Force Base) на протилежному Західному узбережжі США.
На території стартового комплексу LC-26 знаходиться Військово-повітряний і ракетний музей.

## Галерея

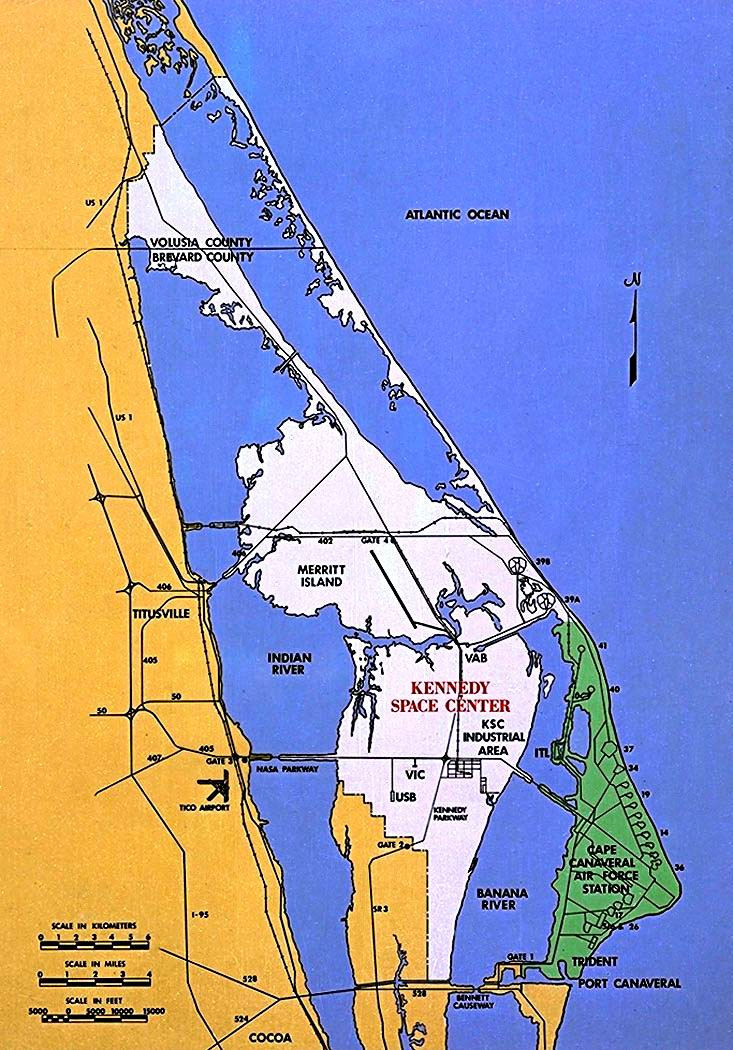
База ВПС США на мисі Канаверал (показана темно-зеленим кольором).
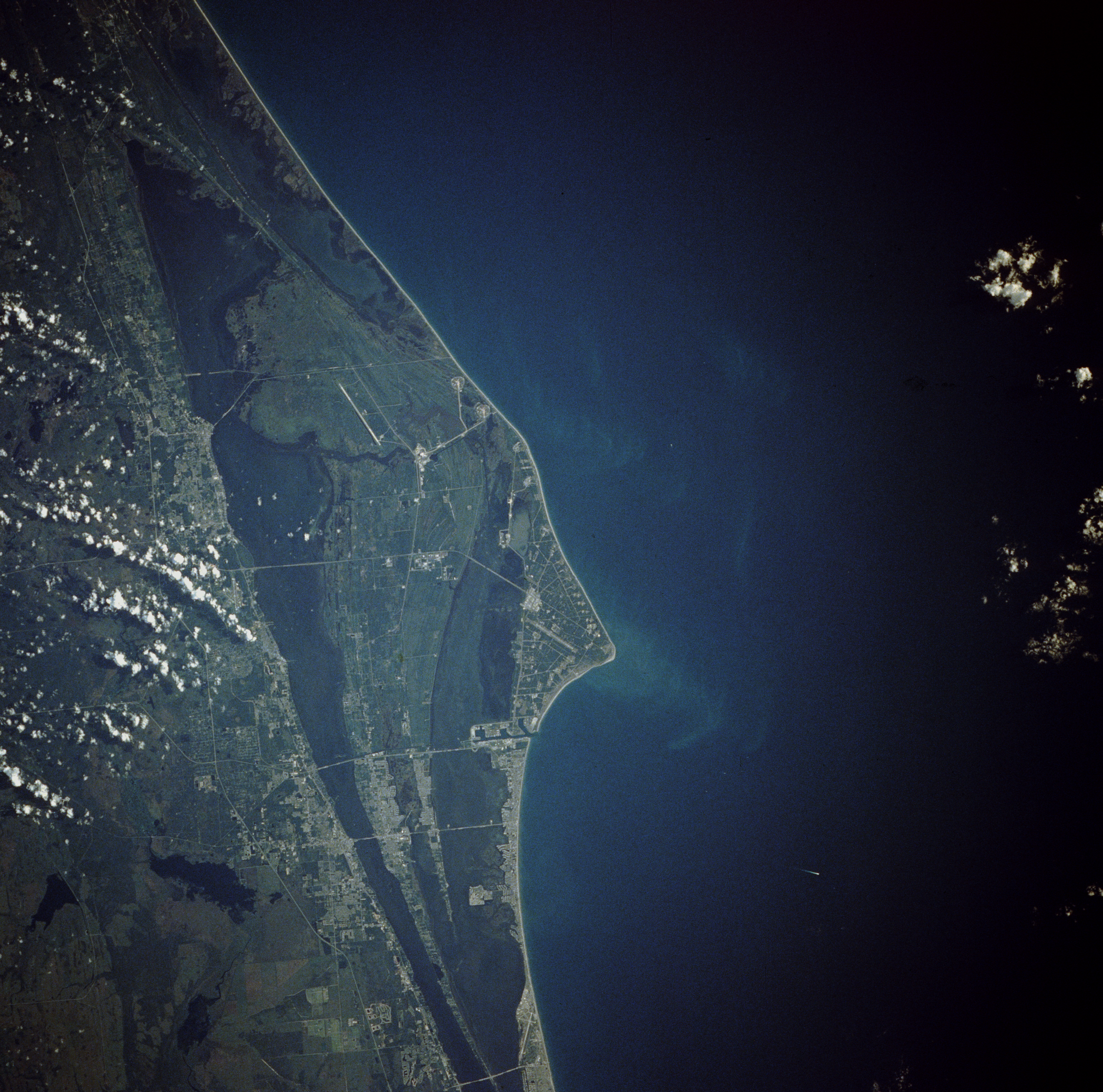
Мис Канаверал — вид з супутника.
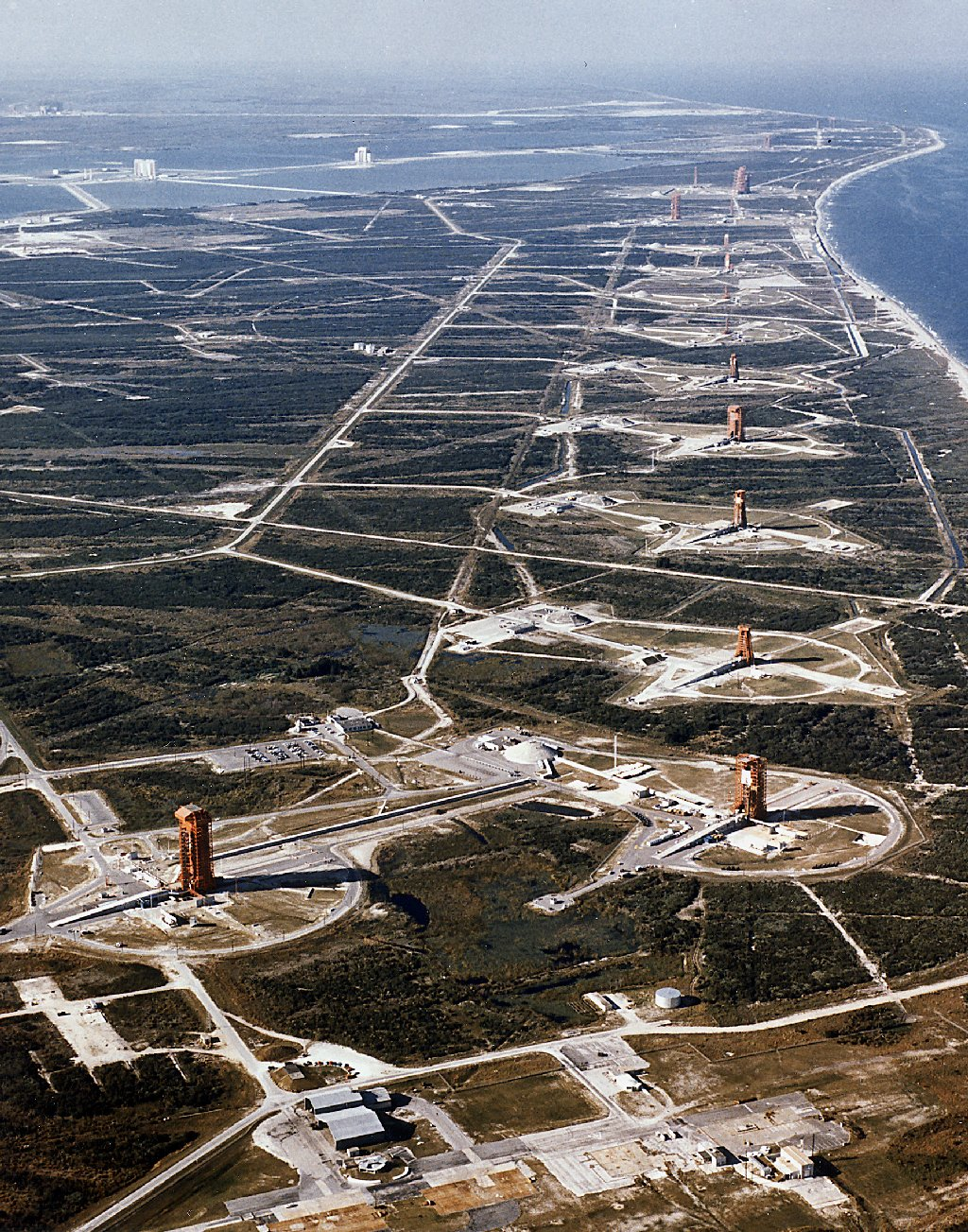
Вид на північ в напрямі ряду стартових майданчиків (Missile Row) в 1960-і.
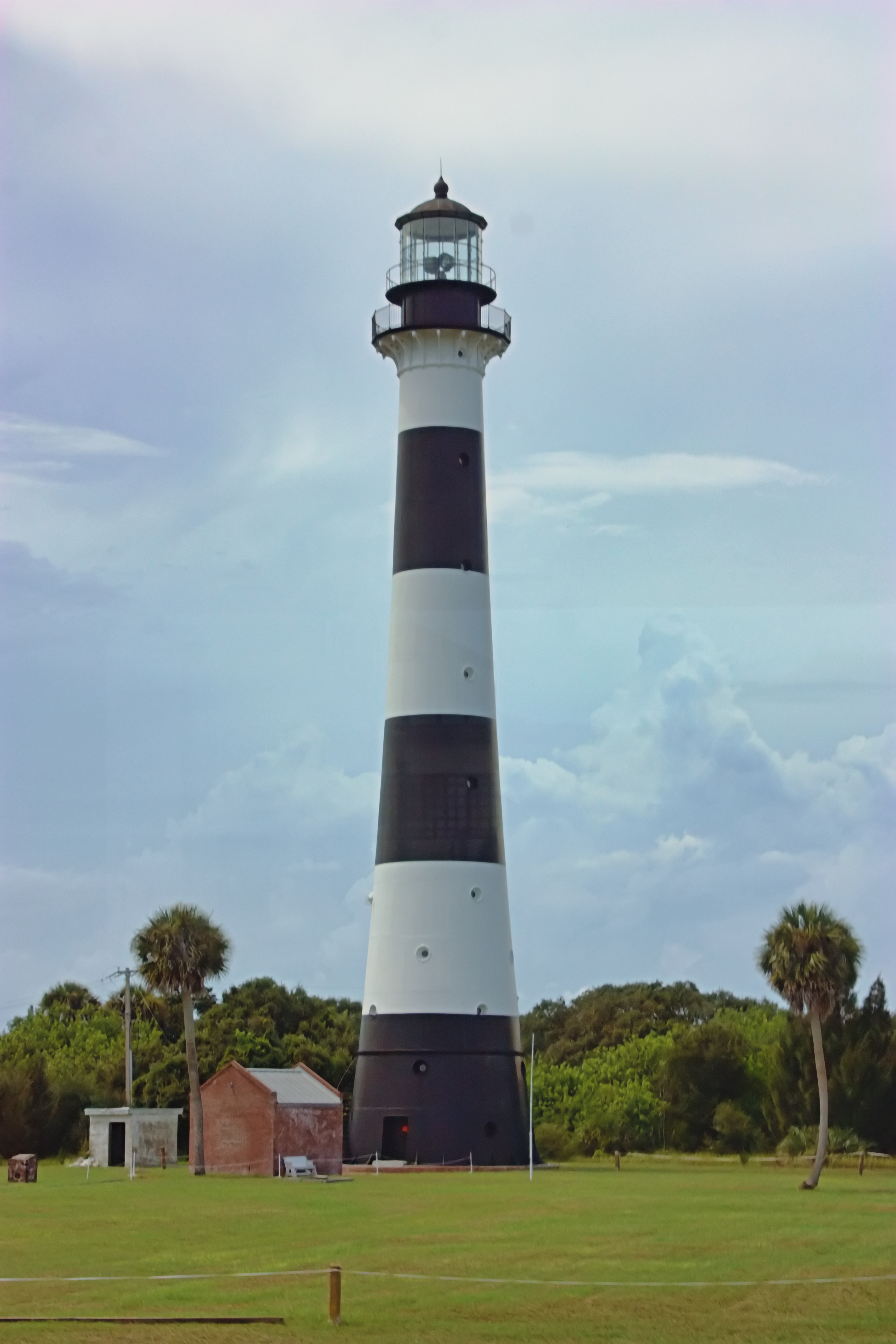
Маяк на мисі Канаверал (Cape Canaveral lighthouse).
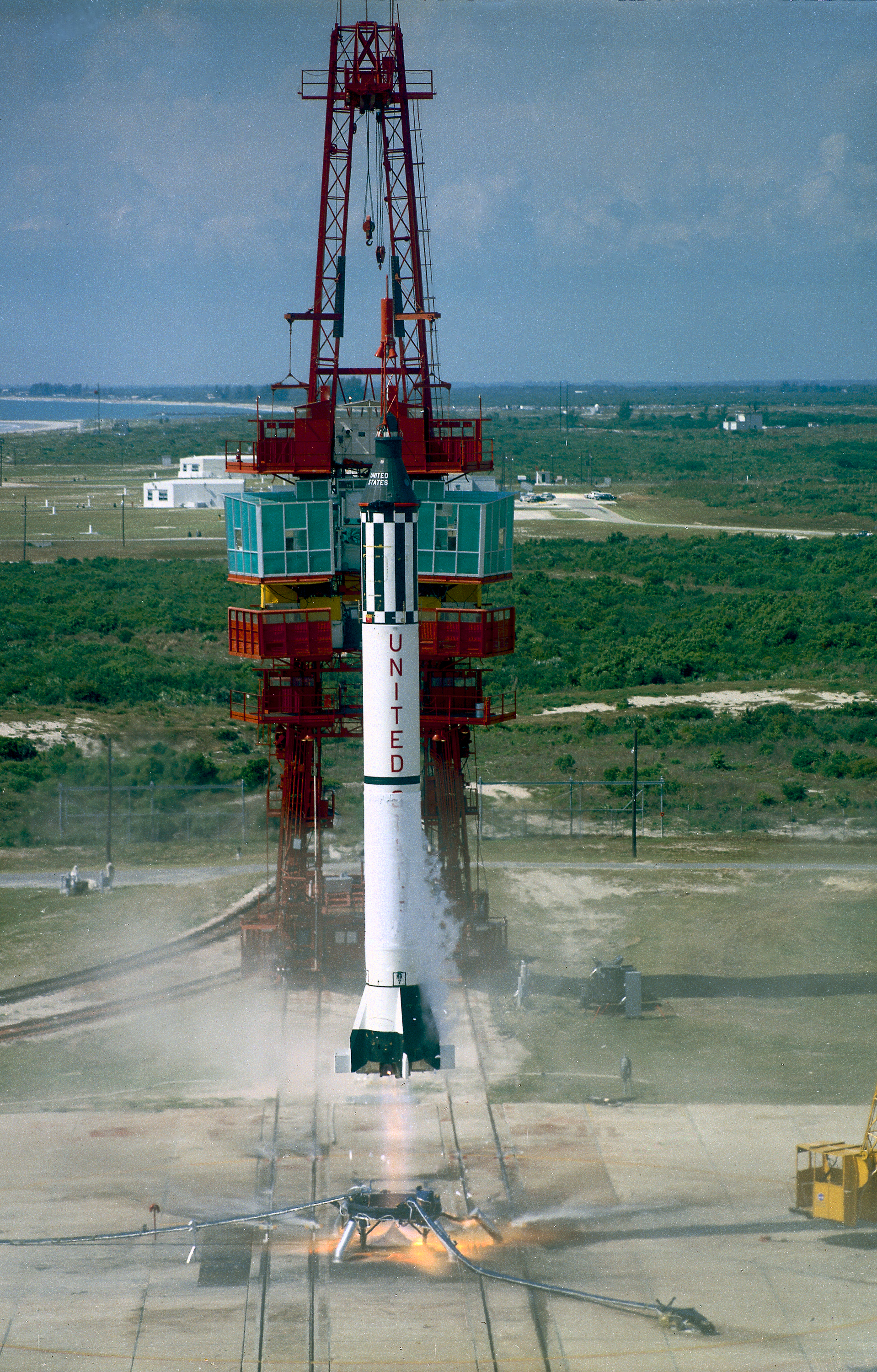
Меркурій-3 — перший американський пілотований запуск в 1961 році з стартового майданчика LC-5.
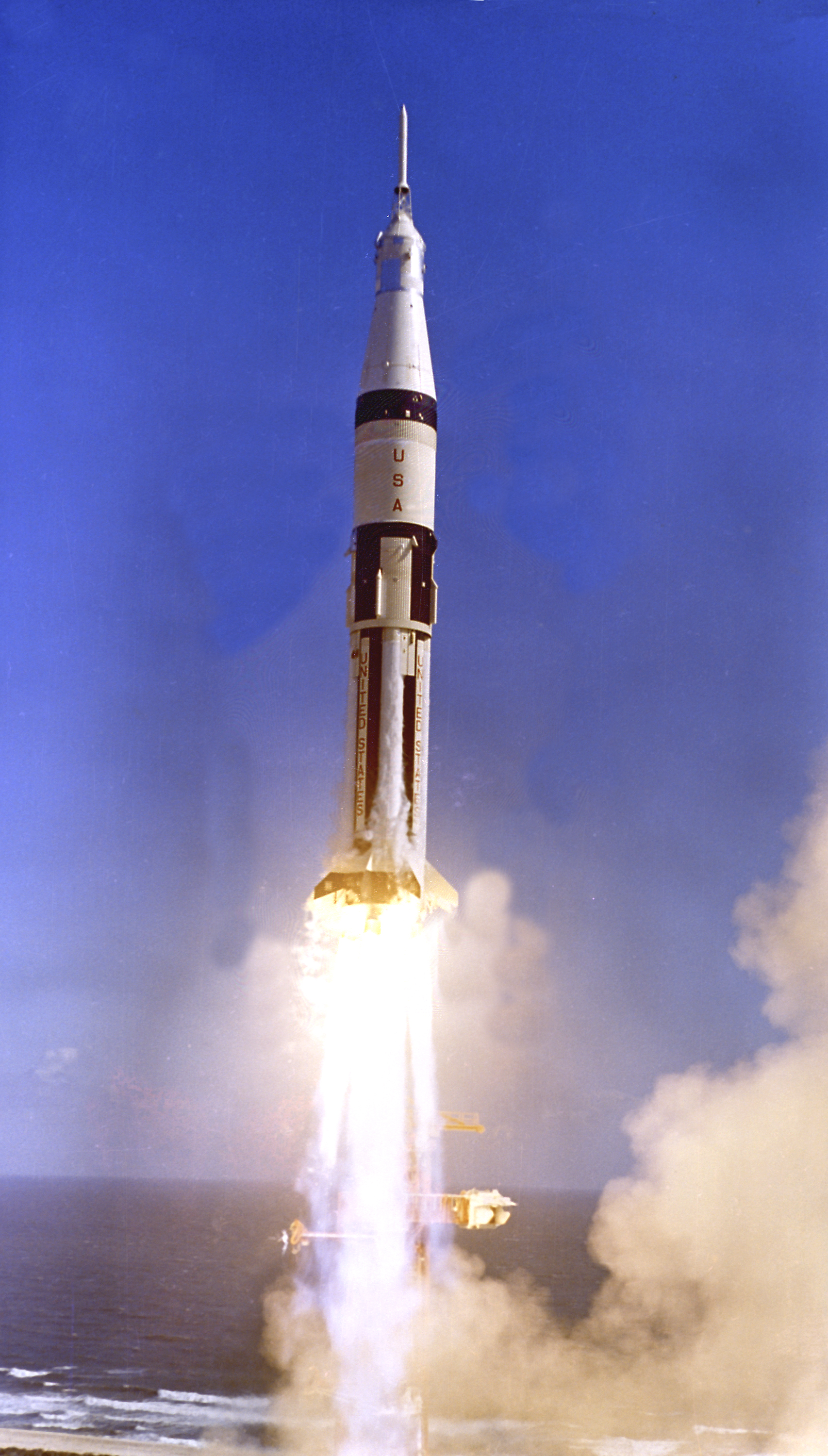
Запуск Аполлон-7 ракетою Сатурн-1Б в 1968 році з стартового майданчика LC-37.
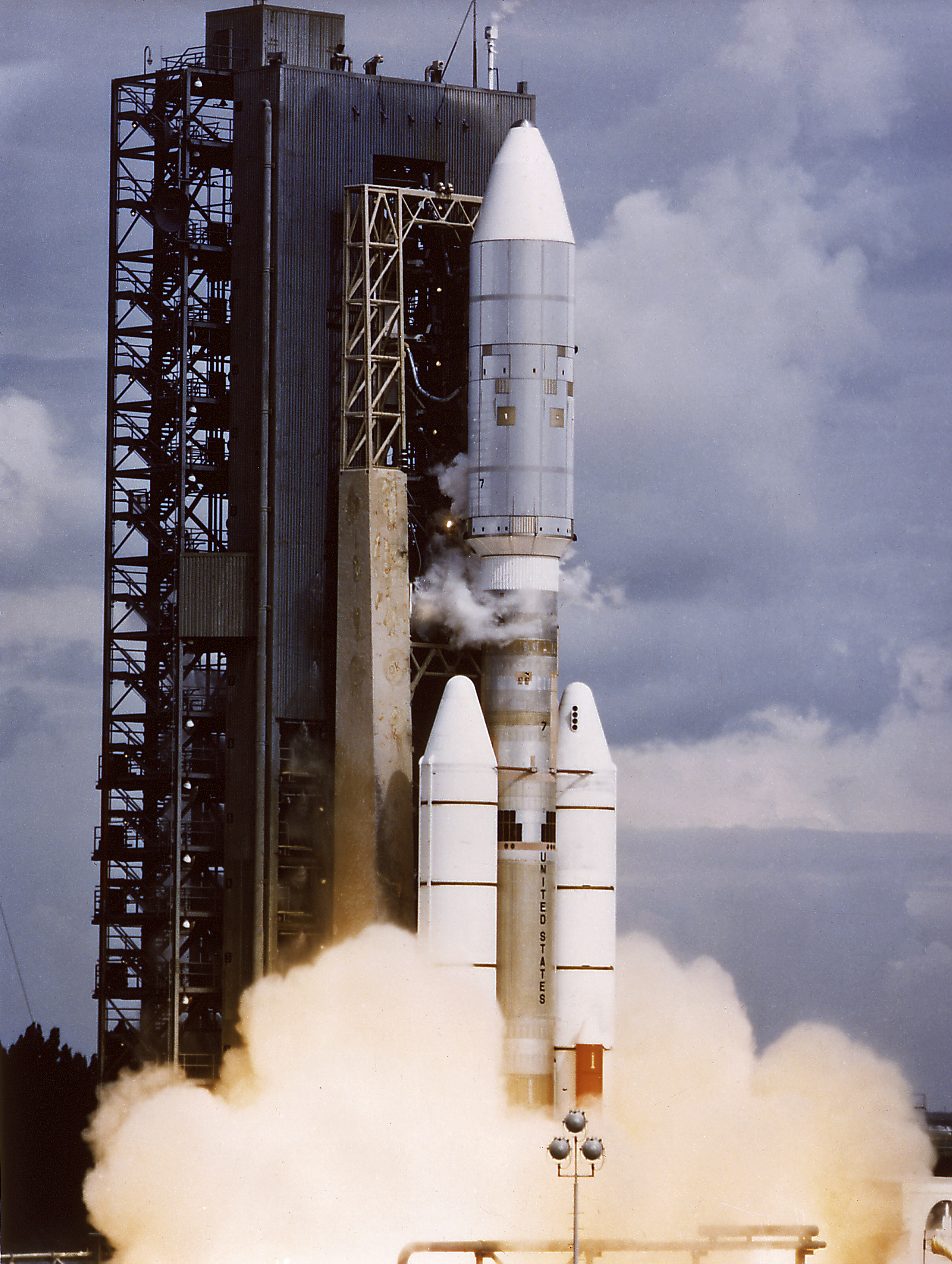
Запуск ракетою Тітан-3Е (Titan IIIE) зонду Вояджер в 1977 році з стартового майданчику LC-41.
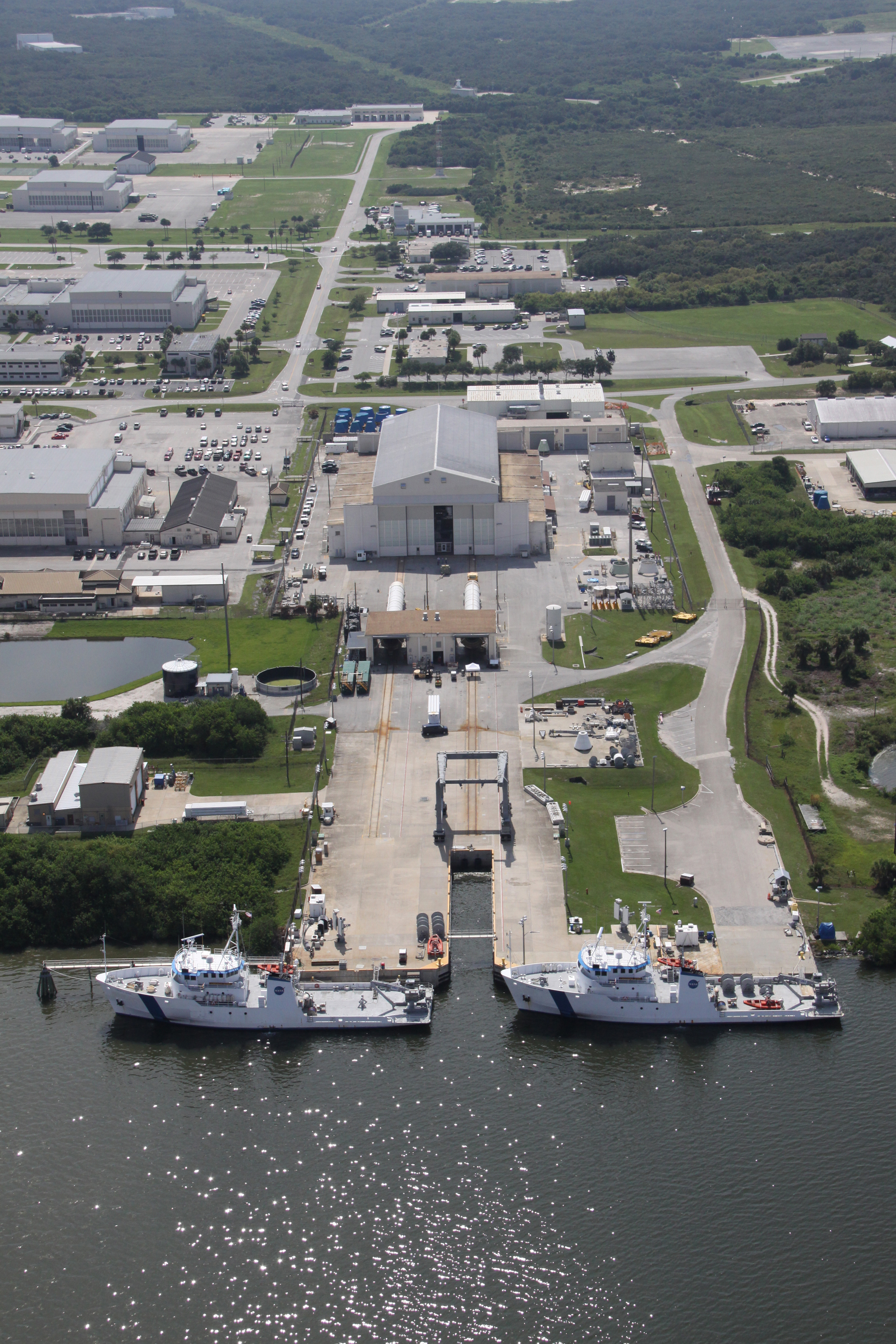
Судна «Liberty Star» та «Freedom Star» біля ангара бази ВПС США на мисі Канаверал